# Grabovnik
Grabovnik – wieś w Bośni i Hercegowinie, w Federacji Bośni i Hercegowiny, w kantonie zachodniohercegowińskim, w mieście Ljubuški. W 2013 roku liczyła 423 mieszkańców, z czego większość stanowili Chorwaci.